# Differentiatie
Differentiatie of differentiëren is het proces waarbij een homogeen geheel wordt verdeeld in delen met verschillende eigenschappen. 
Kenmerkend bij differentiatie is dat er sprake blijft van een geheel en dat de verdeling in delen met verschillende eigenschappen zich voordoet binnen dat geheel. Het proces kan zich zelfstandig voltrekken door interne factoren maar ook externe factoren kunnen een rol spelen.

## Voorbeelden
Het proces van differentiatie kan worden geïllustreerd met karnemelk. Als je een hoeveelheid karnemelk enkele dagen stil laat staan, gaat de karnemelk zich verdelen in een eiwitarm laagje bovenin en een eiwitrijk deel onderin. De oorspronkelijk homogene vloeistof differentieert dus onder invloed van onder andere de zwaartekracht. De eigenschappen van de delen zijn verschillend: het eiwitrijke deel onderin is dikker en het laagje bovenin is dunner en zuurder van smaak. 
Andere voorbeelden zijn:
- Planetaire differentiatie: het proces waardoor bijvoorbeeld de planeet aarde in atmosfeer, korst, mantel en kern is verdeeld, door factoren als fractionatie en/of dichtheidsverschillen.
- Magmadifferentiatie: processen die ervoor zorgen dat er binnen het magma in de mantel van de aarde verschillen optreden qua chemische samenstelling, bijvoorbeeld door contact met omringende gesteenten.
- Differentiatie in het onderwijs: de manier waarop leerlingen van een school worden verdeeld in groepen of binnen groepen.
- Differentiatie in de economie: wanneer een bedrijf zich opsplitst in verschillende onderdelen die gezamenlijk (een deel van) een bedrijfskolom vormen.
- Differentiatie in de sociologie: een proces waarbij taken of functies die eerst door iedereen werden gedaan, worden verdeeld over groepen personen, bijvoorbeeld bij arbeidsverdeling, of verdeeld over organisaties zoals scholen en ziekenhuizen.
- Celdifferentiatie: het proces waarbij oorspronkelijk homogene cellen zich ontwikkelen tot verschillende cellen bijvoorbeeld qua vorm.
- Leukocytendifferentiatie: onderzoek van het bloed waarbij bepaald wordt hoeveel van welke soorten leukocyten iemand in het bloed heeft.